# Perfil jornalístico
O perfil jornalístico é um gênero do jornalismo literário e por isso não se utiliza de técnicas como o lead e pirâmide invertida.
Muniz Sodré e Maria Helena Ferrari explicam que o perfil jornalístico "significa enfoque na pessoa - seja uma celebridade, seja um tipo popular, mas sempre o focalizado é protagonista de uma história: sua própria vida". Oswaldo Coimbra define como "reportagem narrativo-descritiva" de pessoa e Steve Weinberg como "biografia de curta duração".

## Biografia x perfil jornalístico
Ambos são narrativas sobre uma pessoa, com descrições, histórias de vida e relatos. Porém, há diferenças entre os dois. A biografia conta a história inteira da pessoa, com muitos detalhes, por isso, é um texto longo. Já o perfil é uma narrativa sintética, se concentra apenas em alguns episódios marcantes e em aspectos específicos da trajetória do perfilado, assim, é um texto pequeno. Sergio Vilas Boas também diz que o perfil é curto "no tempo de validade de algumas informações e interpretações do repórter". Isso ocorre porque o perfil é de natureza autoral, está diretamente ligado ao sentimento de quem o fez. Assim, as opiniões do repórter - e do entrevistado - em relação a determinado aspecto podem mudar com o tempo. Já a biografia é atemporal e impessoal.

## A narrativa no perfil jornalístico
No perfil estão presentes várias etapas da Jornada do Herói, elas foram adaptadas para esse gênero pela pesquisadora Monica Martinez. O perfilado é o herói, uma pessoa que por seus feitos e histórias foi escolhida para ser protagonista e ter passagens de sua vida narradas. Uma das etapas que está presente é o cotidiano. No perfil de Paulo Vinicius Coelho que saiu na Revista Piauí, publicação de caráter literário, o autor conta a rotina do comentarista esportivo. "PVC começa a fazer o que seus colegas apelidaram de ronda semanal: ligar para cada um dos 20 clubes da série A". Também é muito frequente nesses textos o chamado à aventura. No perfil de Gerô, um drag queen que é considerado um anjo na favela de Heliópolis, essa fase é representada pela fuga para São Paulo. "Tentou convencer uma tia a carregá-lo(a) para a capital gaúcha. Não conseguiu. Enquanto a família se despedia na calçada, Gerô entrou no ônibus". A etapa da recusa do chamado, na qual o personagem aceita ou recusa a aventura, veio logo em seguida para Gerô, ele foi ameaçado pelos donos de Heliópolis por ser homossexual. Houve um momento de medo, mas o protagonista aceitou a aventura. Outro período que o perfilado enfrenta é o de teste e possível superação, no perfil de Steve Jobs, por exemplo: "Submeteu-se em 2004 a uma operação de câncer de pâncreas, mas voltou 3 anos mais tarde com o iPhone". Em seguida, ocorre a internalização (reflexão sobre o que se passou), a recompensa e o retorno ao cotidiano.

## Perfis e a internet
Com a Internet houve o advento de mídias virtuais, como o Faceboook, o Twitter, o Orkut e os blogs. As narrativas na web passaram a ser mais frequentes e a escrita de perfis também. É comum usuários das redes sociais postarem mini-perfis, eles podem ser sobre alguém que a pessoa conversou no ônibus ou um colega de classe. Além disso, quando ocorre um acontecimento relevante com um famoso, as pessoas escrevem sobre ela na internet. A junção dessas informações é facilitada pelo hipertexto e um multi-perfil se forma (vários narradores e um só objeto da narração). Isso ocorreu recentemente com a morte de Steve Jobs, várias pessoas postaram na Internet sobre as características, os feitos e as histórias de vida de Jobs.